# تیم فوتبال المپیک بریتانیای کبیر
تیم فوتبال المپیک بریتانیای کبیر و ایرلند شمالی تیم فوتبال مردان نماینده پادشاهی متحد در بازیهای المپیک است (که در آن با نام بریتانیای کبیر رقابت می‌کند، با نام GB). تیم توسط اتحادیه فوتبال انگلستان به عنوان نماینده فوتبالی انجمن المپیک بریتانیا سازماندهی می‌شود. تیم عضو فیفا نیست و فقط در بازیهای المپیک شرکت می‌کند. در دیگر تورنمنتهای بین‌المللی ملتهای پادشاهی متحد (انگلستان، اسکاتلند، ولز و ایرلند شمالی) توسط تیمهای ملی خود شان نمایندگی می‌شوند، وضعیتی که از قبل از ایجاد تیم بریتانیای کبیر وجود داشته‌است.
در حال حاضر استوارت پیرس مربی و رایان گیگز کاپیتان این تیم است.